# Éder Sciola
Éder Sciola Santana, mais conhecido como Éder Sciola ou Éder (São Paulo, 22 de setembro de 1985), é um futebolista brasileiro que atua como lateral-direito, zagueiro e meio-campista. Atualmente está sem clube.

## Carreira
Nasceu em São Paulo no dia 22 de setembro de 1985, filho de Aparecida Sciola e Jaldo Santana, Éder tem duas irmãs uma chamada Gisele e a outra Gislene que é nadadora.

### Grêmio Barueri
Iniciou a carreira jogando como volante no Grêmio Barueri em 2003, sendo deslocado para a lateral pouco tempo depois. 

### Fluminense
Em 2005 foi negociado com o Fluminense, onde não teve oportunidades. 

### Inter de Limeira e Noroeste
Transferiu-se para a Inter de Limeira em 2006 e no meio do ano foi negociado com o Noroeste, clube com o qual tinha contrato até o fim de 2011.

### São Paulo
Em fevereiro de 2008, foi emprestado ao São Paulo até o fim do ano. Porém, teve seu contrato rescindido em 29 de setembro.

### Retorno ao Grêmio Barueri
Em 2009, teve seus direitos econômicos negociados e retornou ao Grêmio Barueri.

### Atlético Paranaense
Em julho de 2010, foi emprestado ao Atlético Paranaense. Sem mesmo estrear, teve seu contrato rescindido com o clube paranaense por indisciplina, assim retornando ao Grêmio Barueri. 

### Guaratinguetá
Em agosto de 2010 assinou com o Guaratinguetá.

### Ituano
Em 2011 transferiu-se para o Ituano para disputar o Campeonato Paulista. 

### Gil Vicente e Cuiabá
Após uma passagem pelo Gil Vicente, de Portugal, acertou com o Cuiabá para a temporada 2014. 

### XV de Piracicaba e Atlético Goianiense
Em 2015, foi transferido ao XV de Piracicaba, onde disputou o Campeonato Paulista, e em abril do mesmo ano, foi contratado pelo Atlético Goianiense, para a disputa da Série B.

### Guarani
No começo de 2021, assinou contrato com o Guarani para a disputa do Campeonato Paulista.

## Títulos
São Paulo
- Campeonato Brasileiro: 2008